# Dja-et-Lobo
Departament Dja-et-Lobo – departament w Regionie Południowym w Kamerunie ze stolicą w Sangmélima. Na powierzchni 19 911 km² żyje około 173,2 tys. mieszkańców.